# Maybe Next Year (Live)
Maybe Next Year (Live) is een livealbum en 4de album van de Belgische singer-songwriter Milow, bestaande uit een cd en een dvd. De dvd bevat opnames van een live-optreden in Amsterdam. Het album verscheen in oktober 2009 in België, Nederland, Duitsland, Oostenrijk en Zwitserland.

## Tracklist
| Nr. | Titel                     | Duur |
| --- | ------------------------- | ---- |
| 1.  | Brussels Is On My Side    | 3:19 |
| 2.  | The Ride                  | 3:01 |
| 3.  | Until the Morning Comes   | 5:10 |
| 4.  | Canada                    | 8:32 |
| 5.  | Darkness Ahead and Behind | 3:48 |
| 6.  | One of It                 | 5:20 |
| 7.  | Out of My Hands           | 3:07 |
| 8.  | The Priest                | 8:21 |
| 9.  | You Don't Know            | 5:38 |
| 10. | Born in the Eighties      | 5:03 |
| 11. | Ayo Technology            | 7:50 |
| 12. | The End                   | 3:05 |

| Nr. | Titel                     | Duur |
| --- | ------------------------- | ---- |
| 1.  | Canada                    |      |
| 2.  | Darkness Ahead and Behind |      |
| 3.  | One of It                 |      |
| 4.  | The Priest                |      |
| 5.  | You Don't Know            |      |
| 6.  | Born in the Eighties      |      |
| 7.  | Ayo Technology            |      |
| 8.  | Launching Ships           |      |
| 9.  | House by the Creek        |      |
| 10. | Dreamers and Renegades    |      |

## Hitnotering
| "Maybe Next Year (Live)" in de Nederlandse Album Top 100 - binnen: 03-10-2009 | "Maybe Next Year (Live)" in de Nederlandse Album Top 100 - binnen: 03-10-2009 | "Maybe Next Year (Live)" in de Nederlandse Album Top 100 - binnen: 03-10-2009 | "Maybe Next Year (Live)" in de Nederlandse Album Top 100 - binnen: 03-10-2009 | "Maybe Next Year (Live)" in de Nederlandse Album Top 100 - binnen: 03-10-2009 | "Maybe Next Year (Live)" in de Nederlandse Album Top 100 - binnen: 03-10-2009 | "Maybe Next Year (Live)" in de Nederlandse Album Top 100 - binnen: 03-10-2009 | "Maybe Next Year (Live)" in de Nederlandse Album Top 100 - binnen: 03-10-2009 | "Maybe Next Year (Live)" in de Nederlandse Album Top 100 - binnen: 03-10-2009 | "Maybe Next Year (Live)" in de Nederlandse Album Top 100 - binnen: 03-10-2009 | "Maybe Next Year (Live)" in de Nederlandse Album Top 100 - binnen: 03-10-2009 | "Maybe Next Year (Live)" in de Nederlandse Album Top 100 - binnen: 03-10-2009 | "Maybe Next Year (Live)" in de Nederlandse Album Top 100 - binnen: 03-10-2009 | "Maybe Next Year (Live)" in de Nederlandse Album Top 100 - binnen: 03-10-2009 |
| Week                                                                          | 01                                                                            | 02                                                                            | 03                                                                            | 04                                                                            | 05                                                                            | 06                                                                            | 07                                                                            | 08                                                                            | 09                                                                            | 10                                                                            | 11                                                                            | 12                                                                            |                                                                               |
| ----------------------------------------------------------------------------- | ----------------------------------------------------------------------------- | ----------------------------------------------------------------------------- | ----------------------------------------------------------------------------- | ----------------------------------------------------------------------------- | ----------------------------------------------------------------------------- | ----------------------------------------------------------------------------- | ----------------------------------------------------------------------------- | ----------------------------------------------------------------------------- | ----------------------------------------------------------------------------- | ----------------------------------------------------------------------------- | ----------------------------------------------------------------------------- | ----------------------------------------------------------------------------- | ----------------------------------------------------------------------------- |
| Nummer                                                                        | 71                                                                            | 21                                                                            | 24                                                                            | 34                                                                            | 42                                                                            | 51                                                                            | 72                                                                            | 74                                                                            | 76                                                                            | 84                                                                            | 100                                                                           | 99                                                                            | uit                                                                           |